# Hans Egede

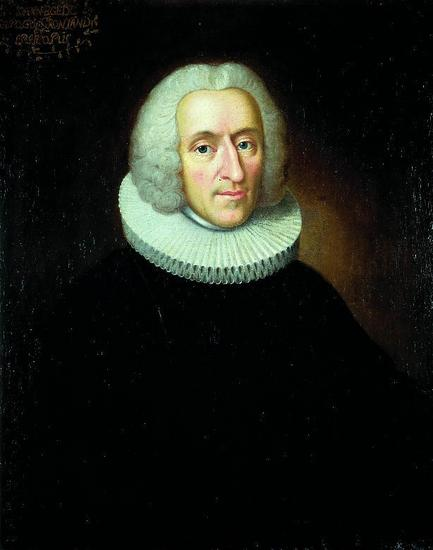
Hans Egede auf einem Gemälde von Johan Hörner aus den 1740er Jahren

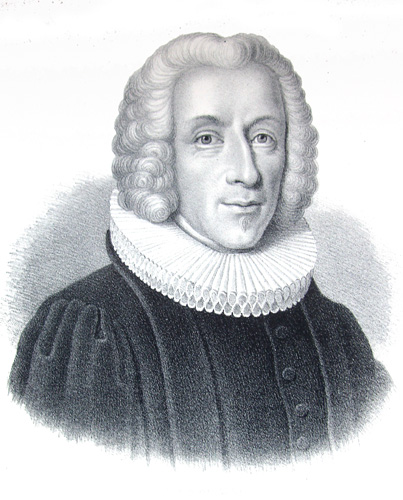
Hans Egede (Maler unbekannt, vermutlich auf Grundlage des obigen Bildes)

Hans Poulsen Egede [hans ˈpɒʊ̯lsn̩ ˈeːəðə] (* 31. Januar 1686 in Harstad, Norwegen; † 5. November 1758 in Stubbekøbing auf Falster, Dänemark) war ein lutherischer Pastor und norwegischer Missionar, der mit seiner Familie am 3. Juli 1721 an der Westküste Grönlands ankam und bis 1736 versuchte, die Inuit, die Bewohner Grönlands, für den evangelischen Glauben zu gewinnen.

## Leben

### Jugend
Hans Egede war der Sohn des Sorenskrivers Poul Hansen Egede (1648–1706) und seiner Frau Kirstine Jensdatter Hind (1656–1724) und wurde in Harstad geboren. Sein Großvater Hans Jensen Colding Ravn (1596–1659) war Pastor im dänischen Vester Egede Sogn südlich von Haslev, woraufhin die Familie den Ortsnamen Egede als Familiennamen annahm. Hans Egede wuchs in einem bescheidenen Zuhause auf, in dem aber Wert auf gute Bildung gelegt wurde. Er wurde anfangs von seinem Onkel, dem Pastor Peder Hind, unterrichtet und später vom Kaplan Niels Schielderup. Er lernte Latein, Altgriechisch und Hebräisch. Weil er in Nordnorwegen aufwuchs, kannte er die nichtchristlichen Samen, die sein Bewusstsein für die christliche Mission öffneten. 1704 wurde er an der Universität Kopenhagen aufgenommen, um Theologie bei Hans Bartholin zu studieren. Dank seines Fleißes konnte er die Universität schon 1705 wieder verlassen, wenn auch nur mit mittelmäßigen Noten. Kurz darauf starb sein Vater. Am 15. April 1707 wurde er im Alter von nur 21 Jahren in Trondheim ordiniert und zehn Tage später zum Kaplan in Torsken ernannt. Am 25. Juni wurde er zum Kaplan von Vågan ernannt, das damals dem Pastor von Lødingen untergeordnet war. Im selben Jahr heiratete er in Kvæfjord die 13 Jahre ältere Gertrud Rask (1673–1735). Er war mit dem Pastor von Lødingen zerstritten und erhielt sogar eine Geldstrafe vom Propsteigericht für sein respektloses Auftreten.

### Hans Egedes Pläne

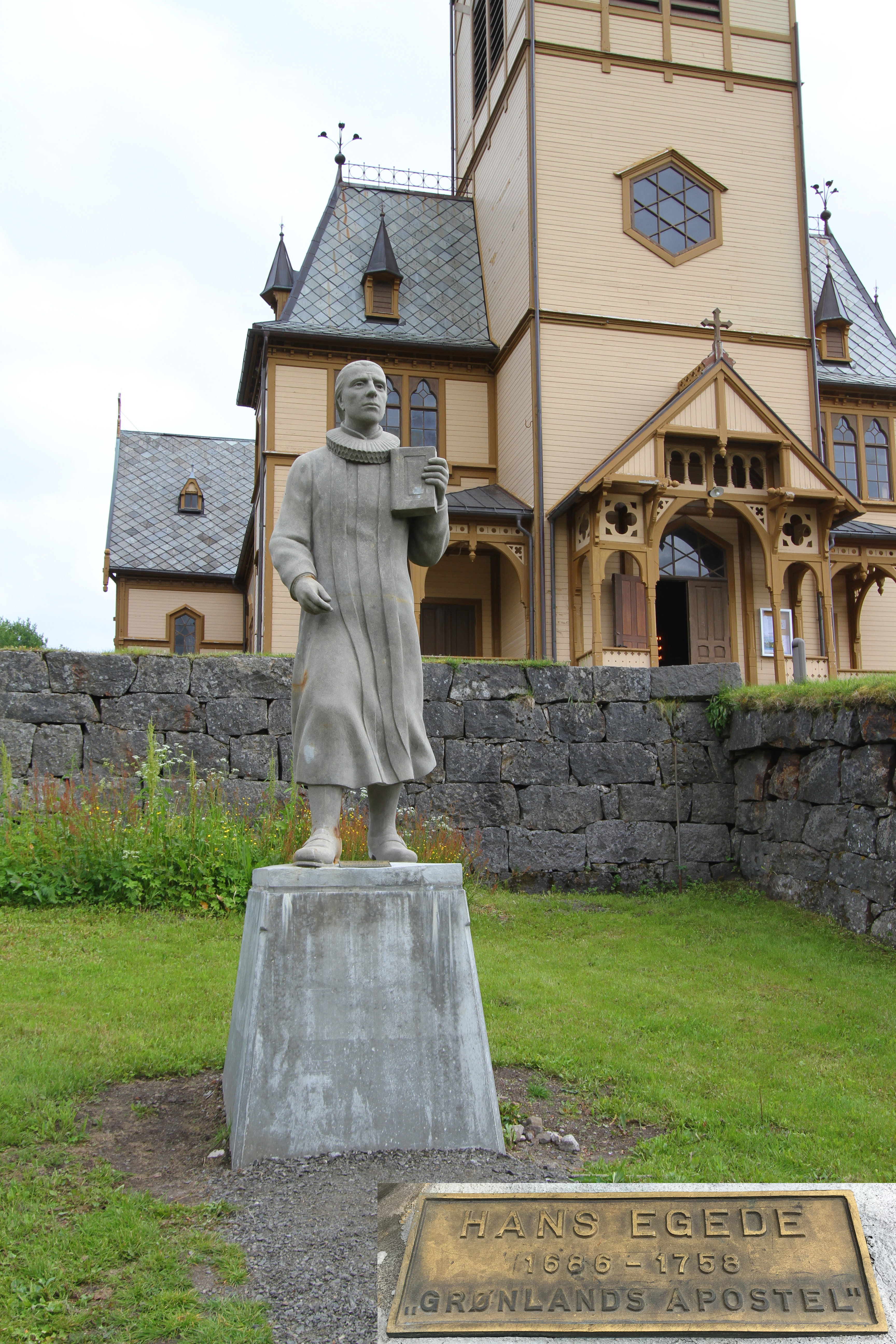
Statue vor der Kirche in Vågan (2019)

Laut eigener Angabe hatte er in einem Buch von Grönland gehört, das einst von Wikingern besiedelt worden war, zu dem der Kontakt aber seit langem abgebrochen war. Sein Schwager Niels Rask war als Walfänger nach Grönland gesegelt und so ließ sich Hans Egede 1709 von ihm einige Informationen über das Land zukommen. Er berichtete, dass dort „wilde Menschen“ lebten und Hans Egede vermutete, dass es sich um Nachkommen der Grænlendingar handelte, die nach mehreren Jahrhunderten vom Glauben abgefallen waren und beschloss diese zu missionieren. 1710 schrieb er einen Brief an seinen Bischof Peder Krog, sowie an den Bischof in Bergen, Niels Randulf. Letzterer zeigte sich uninteressiert, vor allem wegen der erwartbaren Sprachprobleme, während Peder Krog sich auch wirtschaftliche Vorteile erhoffte, aber auch er meinte, dass eine Missionierung Grönlands nicht durchführbar sei. Auch seine eigene Ehefrau widersetzte sich anfänglich seinen Plänen. 1711 schrieb er erfolglos an König Friedrich IV. 1713 ließ Hans Egede eine neue Kirche bauen, deren Altartafel er selbst malte. Der Bischof wusste nicht, wer sie gemalt hatte, aber fand sie zu gelungen, als dass sie in einem Fischerdorf hängen sollte und wollte sie deswegen entfernen lassen. Die Bevölkerung widersetzte sich dem und ließ den Altar mit einem Schloss versperren, für das Hans Egede den Schlüssel erhielt. Zugleich separierte man sich vom Pastor in Lødingen, aber als dieser 1714 dennoch zur Einweihung der Kirche erschien, kam die Angelegenheit wieder vor das Propsteigericht, wo Hans Egede erneut eine Strafe erhielt. Nun wollte auch seine Frau die Heimat verlassen und begann ihren Ehemann in seinen Plänen zu unterstützen. Diesmal schrieb er einen Brief an das neugegründete Missionskollegium und bat um Erlaubnis, Grönland kolonisieren zu dürfen, aber wegen des Großen Nordischen Kriegs erhielt er auch diesmal eine Ablehnung. 1715 wollte er nach Dänemark reisen, um dem König persönlich seine Pläne vorlegen zu können, aber weil er dafür seine Kirchengemeinde verlassen musste, bat er um die Einsetzung eines Stellvertreters, die ihm nicht gewährt wurde. Deswegen trat Hans Egede 1718 von seinem Posten zurück und machte sich im Juli 1718 auf die Reise nach Bergen. Von dort aus war bereits seit den 1690er Jahren der Walfang in Grönland organisiert worden und Hans Egede erhoffte sich Unterstützung, die er aber nicht erhielt. Deswegen reiste er nach Kopenhagen weiter. Sowohl der Missionar Thomas von Westen als auch das Missionskollegium unterstützten ihn in seinen Plänen und schließlich erhielt er eine Audienz bei König Friedrich IV., der diesmal auch Interesse zeigte, vor allem wegen der erhofften Handelstätigkeit.

### Gründung der Kolonie

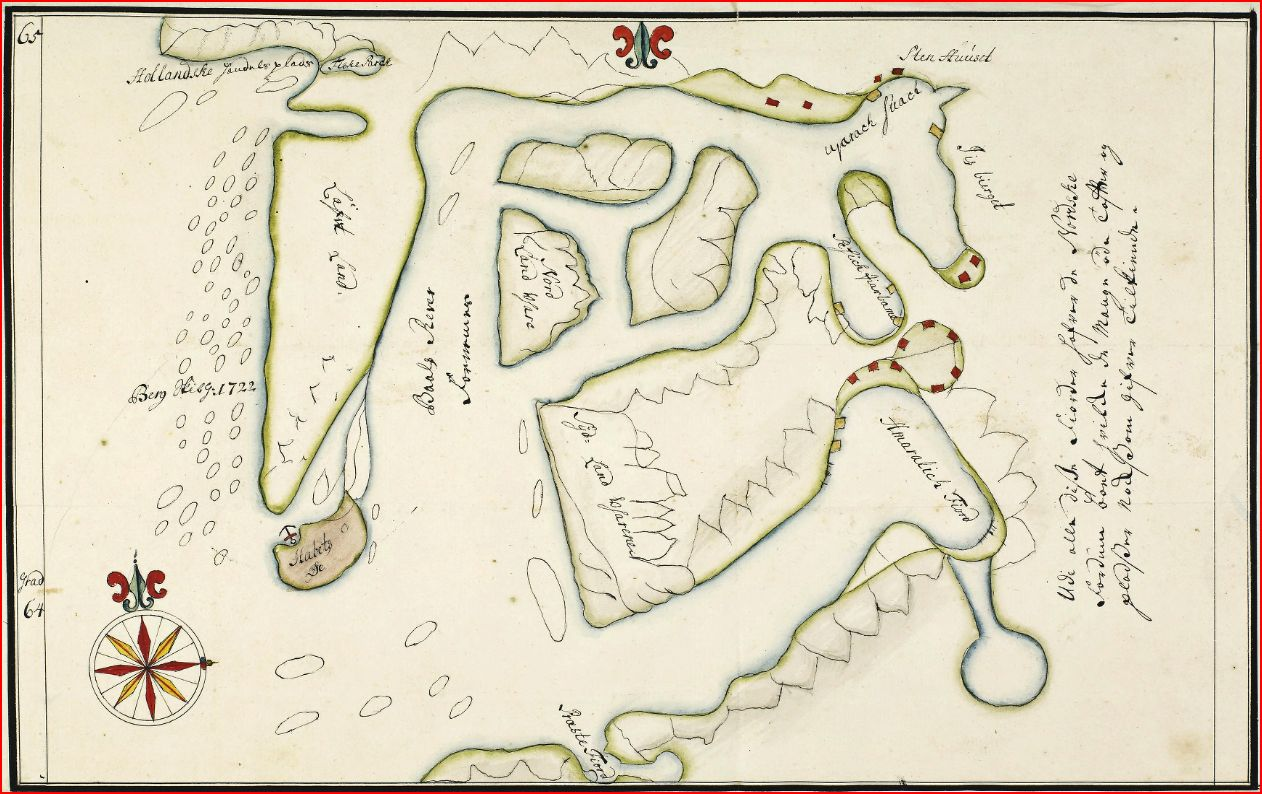
Von Hans Egede 1722 angefertigte Karte über das Fjordsystem des Nuup Kangerlua mit Håbets Ø unten links. Nuuk befindet sich in der Bildmitte.

Im November 1719 befahl der König den Kaufleuten in Bergen zu überlegen, wie man den Handel in Grönland organisieren könnte. Hans Egede setzte sich selbst an die Spitze des Vorhabens, sammelte Geld und ließ Det Bergen Grønlandske Compagnie gründen, die den Handel leiten sollte. Am 15. März 1721 wurde er zum Missionar ernannt und am 12. Mai verließ er mit dem Schiff Håbet („Hoffnung“) Bergen Richtung Grönland. Die Gruppe erreichte die grönländische Westküste am 3. Juli an der Stelle, die sein Schwager ihm einst empfohlen hatte. Er musste schnell feststellen, dass die Grönländer offenbar keine Nachkommen der Grænlendingar waren, die er stattdessen weiter südlich in Grönland vermutete, beschloss aber dennoch, seine Berufung wahrzunehmen und die Bewohner, die Inuit, zu missionieren. Zu seiner Familie gehörten seine Frau, der älteste Sohn Poul Egede (1708–1789), der jüngere Sohn Niels Egede (1710–1782), die Tochter Kirstine Egede verh. Alsbach (1714–1786) und die Tochter Petronelle Egede verh. Saabye (1716–1805). Zwei weitere Töchter waren jung gestorben. Daneben waren auf seinem Schiff 25 weitere Personen, vor allem Handwerker, ein Buchhalter und ein Schiffschirurg sowie eine Ehefrau und zwei Jungfrauen für den Haushalt. Am 8. Juli begann die Gruppe ein Haus zu errichten, in dem sie leben sollten, wobei sie Hilfe von den ansässigen Grönländern erhielten. Am 31. August war das Haus fertig. Daneben wurden im Laufe der Zeit sechs weitere Gebäude errichtet. Die Kolonie erhielt den Namen Håbets Ø, benannt nach dem Schiff, mit dem die Kolonisten angekommen waren.

### Beginn der Missionsarbeit
Der Anfang in Grönland war hart, denn die Winter waren lang und kalt, und es gelang den Kolonisten kaum, Brennholz zu beschaffen, da dort keine Bäume wuchsen. Das Vieh, das sie mitgebracht hatten, war mager, weil es an Grasflächen mangelte. Das Essen wurde per Schiff aus Bergen geliefert, war aber äußerst einseitig. Auch die Missionsarbeit startete problematisch. Keiner der Norweger sprach die Sprache der Inuit, sodass Kommunikation nahezu unmöglich wurde. Hans Egede ließ einen seiner Begleiter bei einer grönländischen Familie wohnen, damit dieser etwas von der Sprache lernen konnte. Daraufhin begann auch Hans Egede, sich mit seiner Familie vermehrt bei Grönländern aufzuhalten und ab 1723 erhielt er Unterstützung vom Missionar Albert Top. Dieser zeigte sich als äußerst begabt beim Spracherwerb und auch Hans Egedes Söhne hatten dank ihres jungen Alters weniger Probleme, die grönländische Sprache zu lernen. Um 1725 war Poul Egede schon ziemlich gut darin, mit den Grönländern zu kommunizieren. Hans Egede erkannte, dass Kinder wohl die am leichtesten zu missionierende Bevölkerungsgruppe waren, und ließ bereits ab 1722 Jungen bei sich wohnen, denen er Geschenke machte, um sie bei sich zu behalten, die sich aber als wenig pflichtbewusst im Unterricht zeigten und lieber jagen gingen. Meist nutzte er Waisenkinder, da er die Erkenntnis gewonnen hatte, dass Eltern ihre Söhne meist nach kurzer Zeit zurückverlangten und nur mit Mühe mit Geschenken davon abzubringen waren. Am 1. Januar 1725 wurde mit Pápa der erste Grönländer getauft, der mit der Taufe den Namen Friderich Christian erhielt. Der Junge hatte seit Ende 1723 bei Hans Egede gewohnt, war auch mit Albert Top gereist und hatte laut Hans Egedes Vernehmen so viel vom Christentum gelernt, dass er nun getauft werden konnte. Fortan fungierte der Junge als Katechet und unterrichtete andere Kinder, was sich als große Hilfe für das Missionsvorhaben erwies. Er verbesserte Poul Egedes Sprachkenntnisse, der deswegen eine erste Grammatik verfassen sowie einige christliche Texte ins Grönländische übersetzen konnte. Auch Peder, der fast ebenso lange bei Hans Egede gelebt hatte, unterstützte die Familie bei der Missionierung. Er lernte sogar Dänisch bzw. Norwegisch und konnte so als Dolmetscher fungieren, aber er starb 1732 und im Jahr darauf starb auch Friderich Christian.
Es kam aber auch zu kulturellen Problemen im Zusammentreffen von Europäern und Grönländern. Hans Egede verstand nicht, wie die Grönländer an Schamanen glauben konnten, fühlte sich provoziert von ihrem Glauben und bedrohte einmal einen Angakkoq. 1724 hatte ein Kaufmann einen Grönländer geohrfeigt, nachdem dieser sich geweigert hatte, mit ihm zu handeln; daraufhin holten die Grönländer ihre Lanzen hervor, worauf die Kolonisten mit Gewehren drohten. Schließlich nahmen einige Frauen Poul Egede als Geisel, bis der Streit beendet war. Im selben Jahr weigerte sich Hans Egede, einen grönländischen Jungen gehen zu lassen, weil er ihn unterrichten wollte, woraufhin andere Jungen Poul Egede zu ihrem Kajak schleppten und sein Vater den Jungen freilassen musste. 1725 hatte Hans Egede Gerüchte gehört, dass einige Grönländer sie töten wollten, und so ließ er zur Einschüchterung einen Angakkoq gefangen nehmen. Die Grönländer rächten sich jedoch und nahmen Poul Egede gefangen. Mit Waffengewalt wurde er befreit, der Angakkoq wurde aber erst nach drei Tagen Gefangenschaft mit Folter freigelassen und ihm verboten, weiter Schamanismus zu betreiben.

### Wechsel nach Nuuk
Der Handel stellte sich als erfolglos heraus. Während die Holländer seit Jahrzehnten äußerst erfolgreichen Tauschhandel in Grönland betrieben, konnten die Skandinavier kaum Erträge machen. Bereits 1723 war das Kapital der Handelskompanie verbraucht. Hans Egede ließ 1724 die Grönländer Pooq und Qiperoq nach Dänemark schicken, die dort Aufmerksamkeit erzielen sollten, um so neue Geldgeber zu finden. Auch der Versuch war erfolglos. 1724 wurde eine Handels- und Walfangstation in Nipisat errichtet, um neue Einkommensquellen zu erschließen, aber sie musste schon im Folgejahr wegen Nahrungsmangel aufgegeben werden. Weil die holländischen Walfänger keine Konkurrenz wollten, brannten sie die Überreste der Station ab. 1726 ging die Kompanie konkurs und musste aufgelöst werden. Daraufhin gründete der König Det Kongelige Grønlandske Dessein, um die Arbeit in Grönland fortzuführen. Die Kompanie beschloss 1728, die Kolonie nach Nuuk zu verlegen. Am 29. August wurde die neue Kolonie, die den Namen Godthaab erhielt, von Hans Egede mit einem Gottesdienst eingeweiht.
Der erste Winter war katastrophal. Insgesamt 45 Kolonisten starben wegen der schlechten Ernährung, Entkräftung und Krankheiten. Sämtliche Handwerker waren ums Leben gekommen, und neben Hans Egedes Familie lebten nur noch 22 Personen in der Kolonie. Die meisten waren verwitwet und wurden daraufhin neu miteinander verheiratet. Hans Egede erwog, Isländer in Grönland anzusiedeln, um die Kolonisierung zu stärken, aber der Plan wurde nie durchgeführt. 1729 veröffentlichte Hans Egede eine erste Beschreibung Grönlands.
Im Oktober 1730 starb König Friedrich IV. und sein Nachfolger Christian VI. sah keinen Sinn mehr in der Kolonisierung und berief alle Europäer aus Grönland zurück. Wer wollte, durfte jedoch freiwillig in Grönland bleiben. Hans Egede blieb mit seiner Familie und 15 weiteren Europäern in der Kolonie, während der Rest das Land 1731 verließ. 1733 begann eine Pockenepidemie, der bis 1734 mehrere Hundert getaufte Grönländer zum Opfer fielen. 1735 starb auch Gertrud Egede an einer Krankheit. Diese Rückschläge ließen Hans Egede in eine Depression verfallen, und so beschloss er im Sommer 1736 Grönland mit drei seiner Kinder zu verlassen, um seine Frau in Dänemark begraben zu können, während sein Sohn Poul die Missionsarbeit fortführen sollte.

### Nach der Rückkehr nach Dänemark
Nach seiner Rückkehr gründete Hans Egede 1737 Det Grønlandske Seminarium, wo zukünftige Kolonisten vor ihrer Abreise Grönländisch lernen und auf die Arbeit vorbereitet werden sollten. Am 20. September desselben Jahres heiratete der Witwer in Kopenhagen die doppelt verwitwete Mettea Dau (1690–1761). Er schrieb neben seiner Arbeit als Leiter des Seminariums einige Bücher über Grönland. 1740 wurde er ehrenhalber zum Bischof über Grönland ernannt, ohne dass ihm damit eine Aufgabe übertragen wurde. 1743 wurde ihm angeboten, Bischof in Trondheim zu werden, aber er lehnte ab. 1747 wurde er pensioniert und zog nach Vardal und 1750 nach Stubbekøbing, wo er 1758 im Alter von 72 Jahren starb.

### Nachkommen
Über seine vier überlebenden Kinder hat Hans Egede eine große Nachkommenschaft. Viele Familienmitglieder waren ebenfalls in Grönland in Handel und Mission tätig. Zudem stammen mehrere grönländische Familien über seine Tochter Kirstine Egede, verheiratet Alsbach, von Hans Egede ab. Mehrere grönländische Familien tragen zudem den Nachnamen Egede, ohne von Hans Egede abzustammen. Die bedeutendste dieser Familien ist die südgrönländische Schäferfamilie Egede, die von Anders Olsens Enkel Poul Andersen begründet wurde, der den Nachnamen Egede annahm.

## Ehrungen und Gedenken

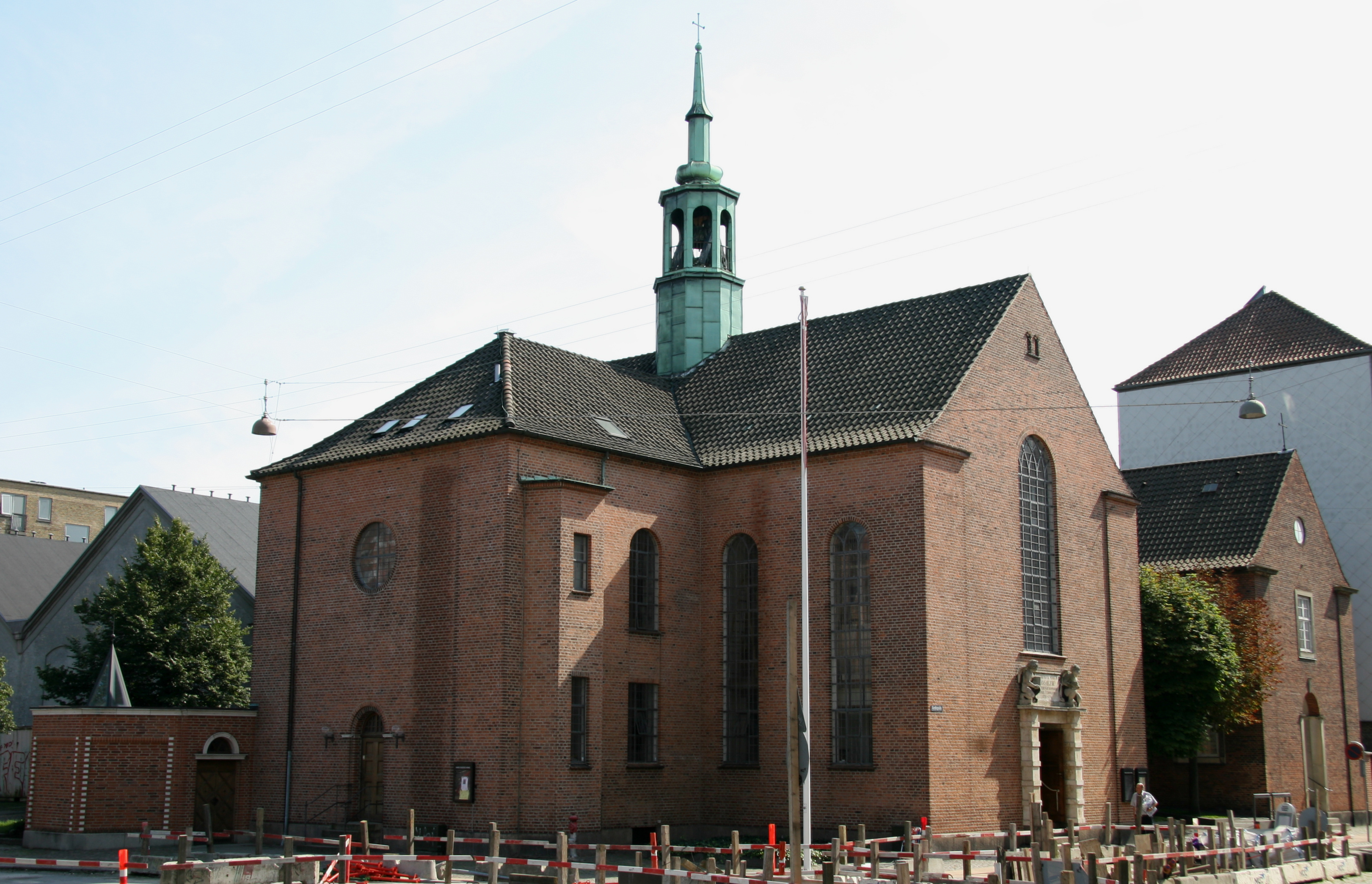
Hans Egedes Kirke in Kopenhagen (2006)

Mehrere geografische Objekte sind nach Hans Egede benannt. Sein Sohn Niels benannte 1759 die Kolonie Egedesminde („Egedesgedenken“) nach seinem Vater. Sie wurde 1763 nach Aasiaat verlegt. Während der Jubiläumsexpedition von 1920 bis 1923 benannte Lauge Koch eine Bergregion in Nordostgrönland Hans Egede Bjerge. Ab 1938 benutzte er stattdessen das Toponym Hans Egede Land für die dort liegende Region. Zudem benannte er das in Peary Land gelegene Kap Hans Egede nach dem Kolonisator. Der Mondkrater Egede, das Schiff Hans Egede sowie das Hotel Hans Egede in Nuuk sind ebenfalls nach ihm benannt. Dazu kommen die Hans Egedep Oqaluffia in Nuuk und die Hans Egedes Kirke im Hans Egedes Sogn in Kopenhagen.

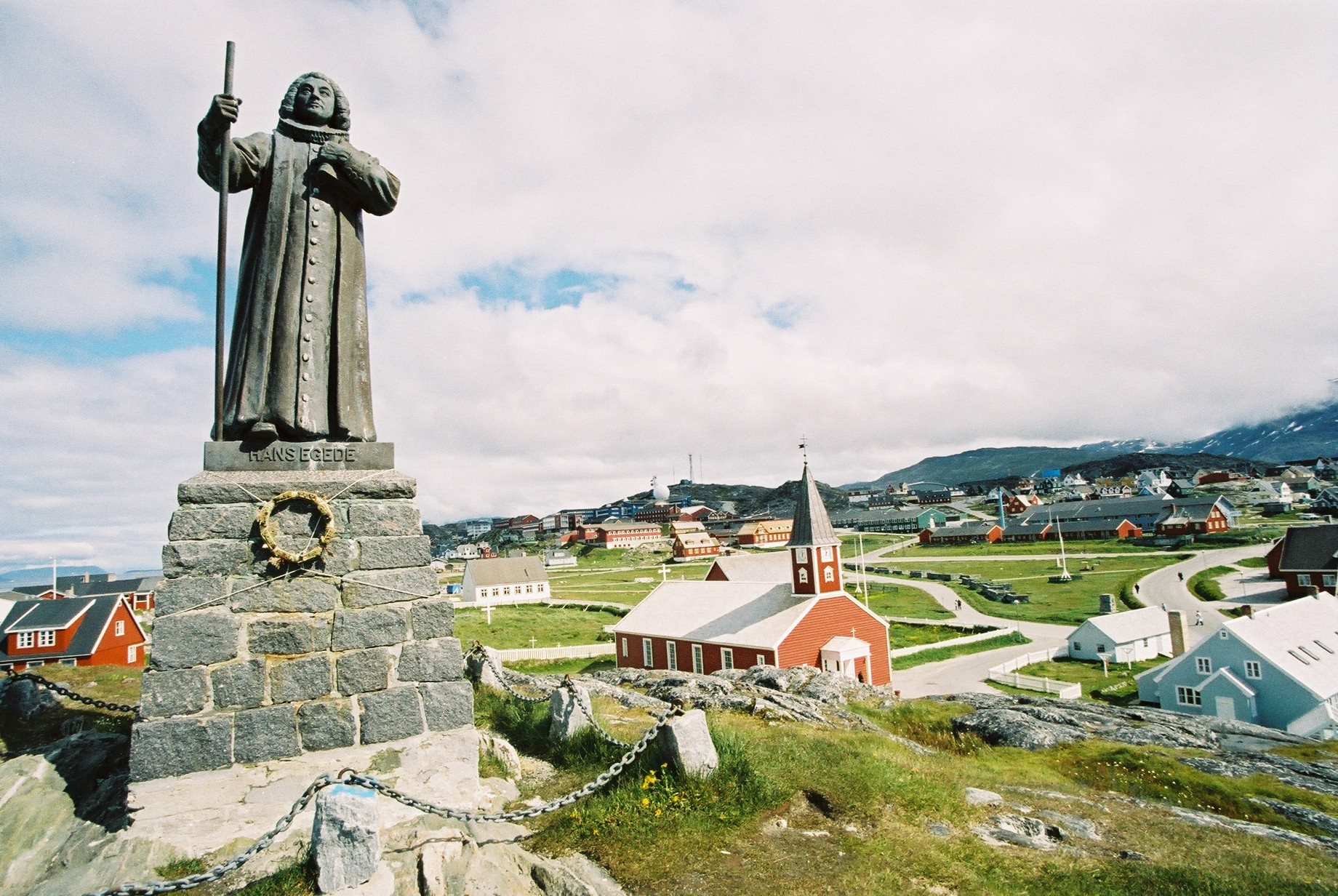
Statue von Hans Egede in Nuuk (2008)

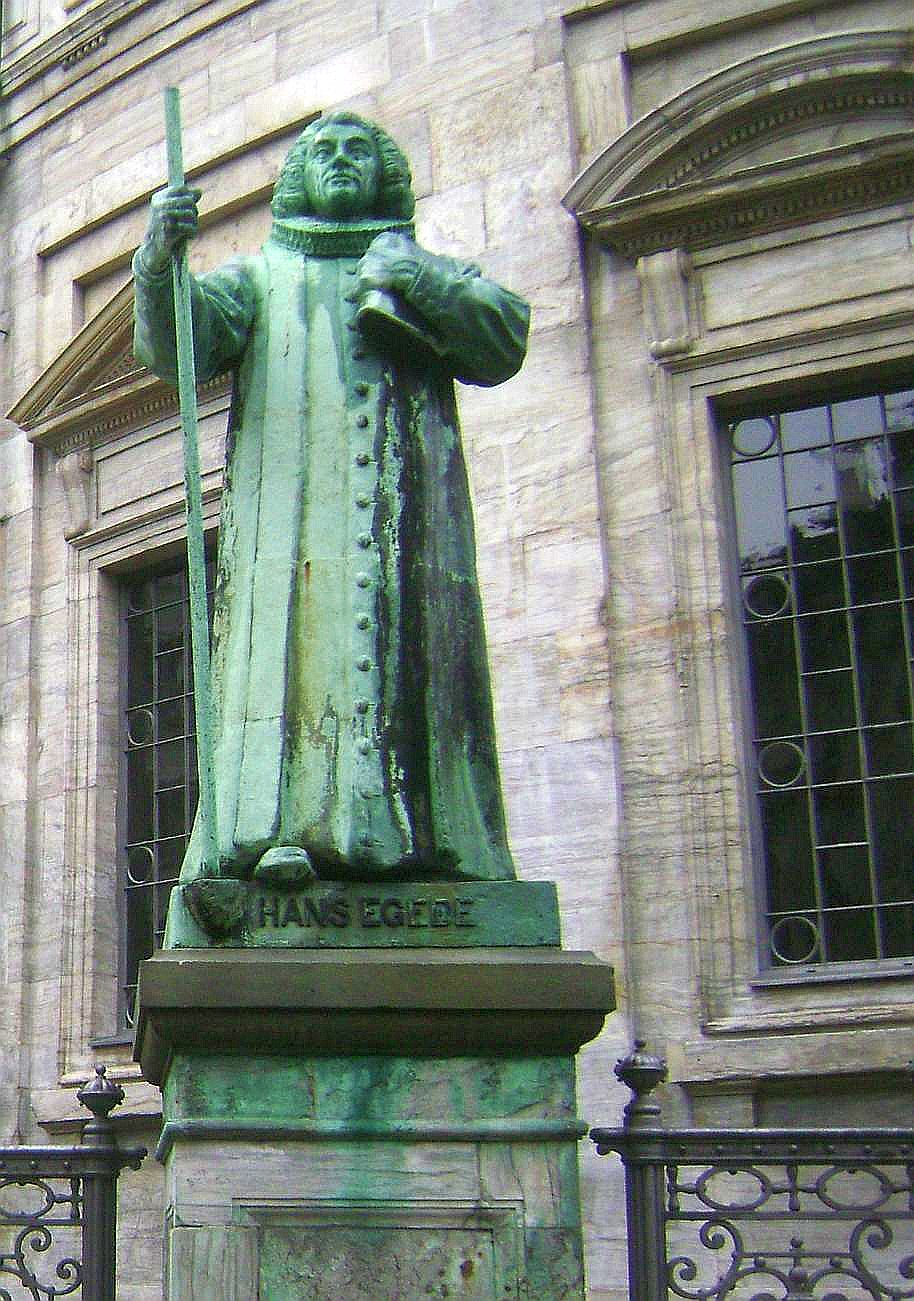
Statue von Hans Egede in Kopenhagen (2010)

Es gibt mehrere Statuen von Hans Egede. 1913 wurde von August Saabye (einem Urgroßneffen von Hans Egedes Schwiegersohn) eine Statue vor der Frederikskirken in Kopenhagen aufgestellt. Sie diente als Vorlage für die Statue, die 1922 in Nuuk aufgestellt wurde. Sie liegt auf einem kleinen Hügel neben der Erlöserkirche und ist nach Süden zur Hoffnungsinsel ausgerichtet, wo Egede seine erste Missionsstation errichtet hatte. Beide Statuen wurden 2020 im Zuge weltweiter Dekolonisierungsdebatten im Zuge der Black-Lives-Matter-Bewegung vandaliert. An der Kreuzkirche in Bergen, an der Egede ebenfalls Pfarrer war, wurde ein an ihn und seine Ehefrau erinnerndes Bronzerelief angebracht. Auch auf dem Sjømannsmonumentet in Bergen ist Hans Egede dargestellt.
Hans Egede ist als „Apostel der Grönländer“ bekannt. Die Evangelische Kirche in Deutschland erinnert am 5. November mit einem Gedenktag im Evangelischen Namenkalender an Hans Egede.

## Werke
- 1729: Det gamle Grønlands nye Perlustration (Erstfassung)
- 1738: Omstændelig Relation ang. den grønlandske Missions Begyndelse og Fortsættelse
- 1741: Det gamle Grønlands nye Perlustration (Zweitfassung) (eingeschränkte Vorschau in der Google-Buchsuche)
- 1763: Herrn Hans Egede; Missionärs und Bischofes in Grönland, Beschreibung und Natur-Geschichte von Grönland. Übersetzung: Johann Georg Krünitz, Verlag: August Mylius, Berlin 1763. Zentralbibliothek Zürich, NR 1860 doi:10.3931/e-rara-52795